# Анісімово (Бокситогорський район)
Анісімово (рос. Анисимово) — село Бокситогорського району Ленінградської області Росії. Входить до складу Анісімовського сільського поселення.
Населення — 490 осіб (2010 рік).

## Населення
| 1910 | 1990 | 1997 | 2007 | 2010 | 2017 |
| ---- | ---- | ---- | ---- | ---- | ---- |
| 150  | ↗513 | ↘504 | ↘471 | ↗490 | ↘418 |